# Серышев, Михаил Георгиевич
Михаил Георгиевич Серышев (14 июня 1957 года, Улан-Удэ) — советский и российский оперный певец, рок-музыкант, наиболее известный как вокалист трэш-метал группы «Мастер», в которой работал с 1987 по 1997 годы. С 2023 года по настоящее время является вокалистом группы Воля и Разум.

## Биография
Михаил Серышев родился в Железнодорожном районе Улан-Удэ 14 июня 1957 года.
В 1974 году Серышев окончил среднюю школу № 14 Улан-Удэ и поступил в Бурятский Педагогический Институт имени Доржи Банзарова на факультет физического воспитания. Первыми музыкальными коллективами, где Михаил пел и играл на бас гитаре, были «Звездочёт» (1975 год) и «Искатели» (1976 год). В 1977−1978 гг. Серышев работал музыкантом в ресторане «Селенга». После окончания института музыкант принял приглашение от руководителя известного в Сибири ВИА «Баргузины» Евгения Якушенко и переехал в Ангарск.
В 1979 году, работая солистом в ансамбле, Серышев поступил в Иркутское училище искусств на факультет академического пения в класс Раисы Александровны Кушаковой. В 1981 году Михаил принял участие во Всесоюзном конкурсе молодых исполнителей и стал лауреатом (3 премия).
В этом же году он перевёлся в Государственное музыкальное училище имени Гнесиных в класс Веры Петровны Александровой. В 1982 году Михаила пригласили в синтез-группу «Панорама», которая вскоре стала называться «Час Пик». После пяти лет успешной деятельности коллектив распался, и в 1987 году Серышев стал участником группы «Мастер».

## «Мастер»
Вокал Михаила Серышева в немалой степени способствовал популярности «Мастера» в конце 1980-х и надолго стал визитной карточкой группы. С 1989 по 1991 годы музыканты работали в Бельгии и после возвращения в Россию Михаил принял участие в записи русской версии рок-оперы «Иисус Христос — Суперзвезда», где исполнил партию Иисуса Христа (диск с записью вышел в 1992 году). Кроме того, Серышев исполнил партию Учёного и его Тени в фильме «Тень, или Может быть, всё обойдётся». Также с этого времени Серышев начал петь в церковном хоре Московского храма Архангела Михаила.
Последний альбом, записанный «Мастером» с вокалом Михаила Серышева, «Песни мёртвых» вышел в 1996 году. Вскоре после этого Михаил отказался от участия в гастрольном туре по Франции и в составе группы его ненадолго заменил Артур Беркут. Вскоре Беркут покинул «Мастер» и Серышев вернулся. Однако, в конце 1999 года Михаил окончательно покинул коллектив, с которым работал на протяжении 12 лет.
В 2000-х годах Серышев продолжал сотрудничать с группой «Мастер» (запись альбома «По ту сторону сна» (2006 год), участие в юбилейном концерте посвящённом 20-летию группы в 2007 году).
В 2017 году принял участие в концертах, приуроченных к 30-летию группы «Мастер», прошедших в Москве и Санкт-Петербурге.

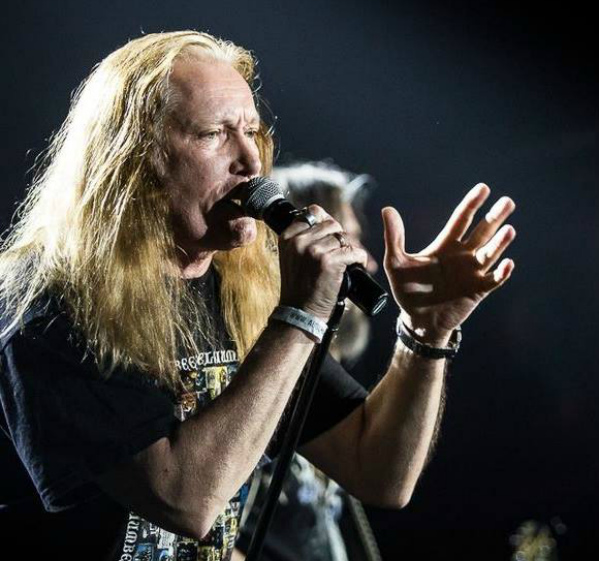
30-летие группы «Мастер», «Aurora Concert Hall», Санкт-Петербург, 21 мая 2017

## После «Мастера»
В 1999 году Михаил Серышев, обладающий редким по тесситуре голосом — высоким тенором — ярко характерного тембра, успешно прошёл прослушивание в Московском музыкальном театре Геликон-Опера при отборе претендентов на исполнение уникальной по сложности партии Звездочета в премьерном спектакле оперы Н. Римского-Корсакова «Золотой петушок». Певец прекрасно дебютировал в этой партии, а затем и влился в состав солистов труппы театра, на многие годы дополнив красочную палитру блестящих вокалистов «Геликона» свойственной только ему яркой краской.

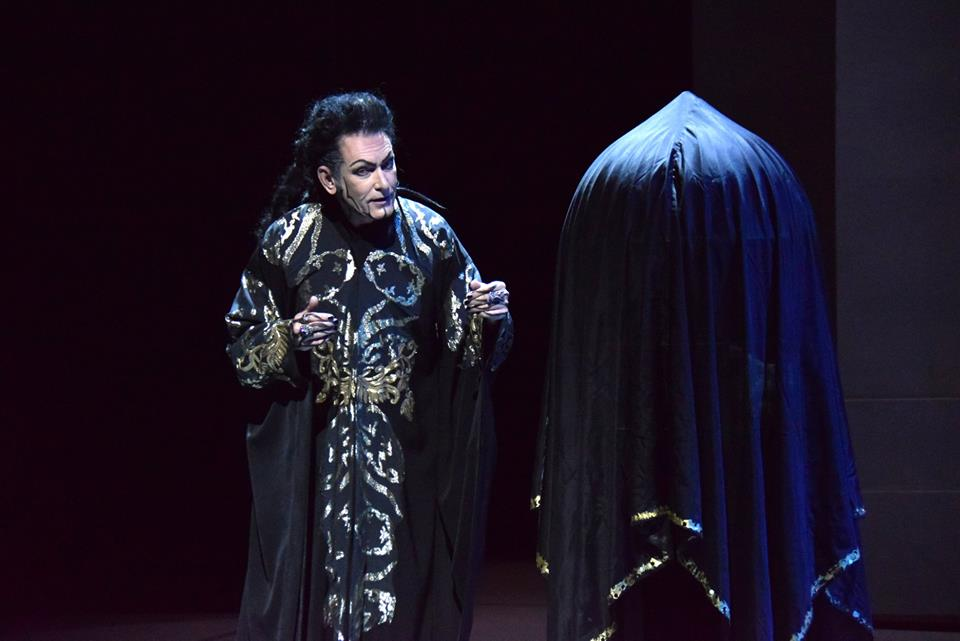
Звездочет, «Золотой петушок», Геликон-опера, 2018

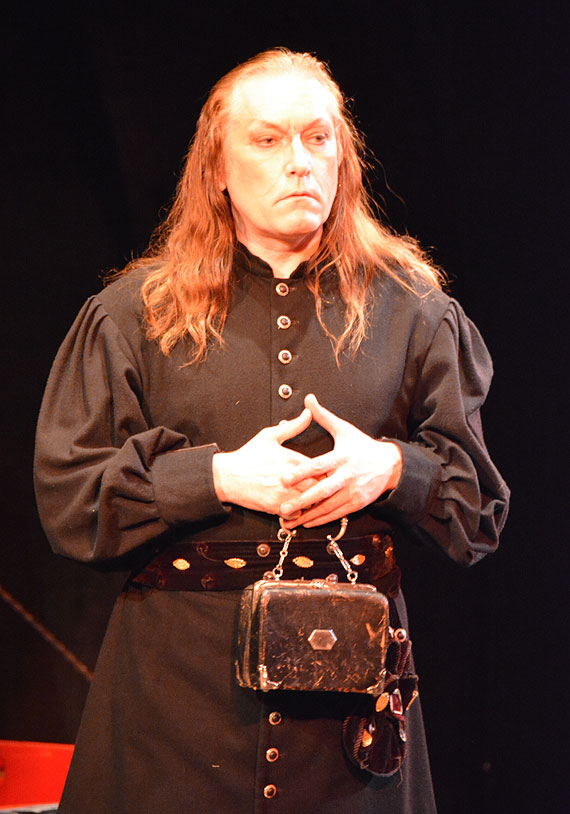
«Царская невеста», Геликон-опера

В репертуар Михаила Серышев входят следующие партии:
- Звездочёт «Золотой петушок» Н. Римского-Корсакова
- Натанаэль, Спаланцани «Сказки Гофмана» Ж. Оффенбаха
- Трике «Евгений Онегин» П. Чайковского
- Задрипанный мужичонка «Леди Макбет Мценского уезда» Д. Шостаковича
- Бомелий «Царская невеста» Н. Римского-Корсакова
- Беппо «Паяцы» Р. Леонкавалло
- Малькольм «Макбет» Дж. Верди
- Гонец «Аида» Дж. Верди
- Ремендадо «Кармен» Ж. Бизе
- Гастон «Травиата» Дж. Верди
- Доктор Кайюс «Фальстаф» Дж. Верди
- Эбулас «Аполлон и Гиацинт» В. А. Моцарта
- Художник, Негр «Лулу» А. Берга
- Луна, Стена «Пирам и Фисба» Д. Лэмпа
- Тенор «Кофейная кантата» И. С. Баха
- Гаук Шендорф «Средство Макропулоса» Л. Яначека
- Альфред и Блинд «Летучая мышь» И. Штрауса
- Священник и 2-й Комиссар, офицер, тюремщик «Диалоги Кармелиток» Ф. Пуленка
- Абдалло «Набукко» Д. Верди
- Лесник «Русалка» А. Дворжака
- Шуйский «Борис Годунов» М. Мусоргского
- Казак «Сибирь» У. Джордано
- Базилио «Свадьба Фигаро» В. А. Моцарта
- Слуга Амелии «Бал- Маскарад» Д. Верди
- Понтий Пилат «Запрет на любовь» Р. Вагнера
- Труффальдино «Любовь к трем апельсинам» С. Прокофьева
- Глашатай, Посыльный «Доктор Гааз» А. Сергунина
- Индийский гость «Садко» Н. Римского-Корсакова
- Император Альтоум «Турандот» Дж. Пуччини
- Загорецкий «Чаацкий» А. Маноцкова
- Чаплицкий «Пиковая дама» П. Чайковского

Серышев — участник большинства гастролей театра Геликон-опера — как в российских городах, так и во многих странах Европы и Америки.

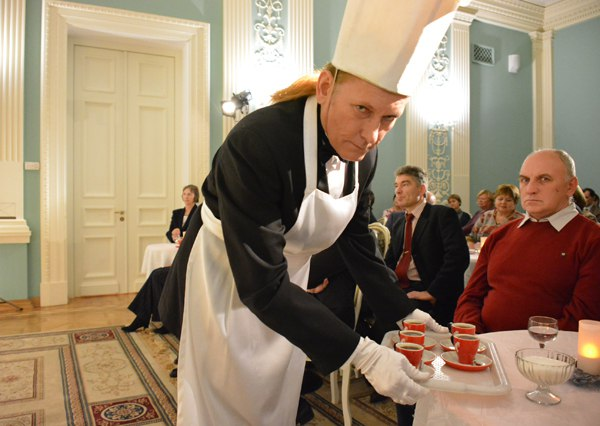
«Кофейная кантата», Геликон-опера

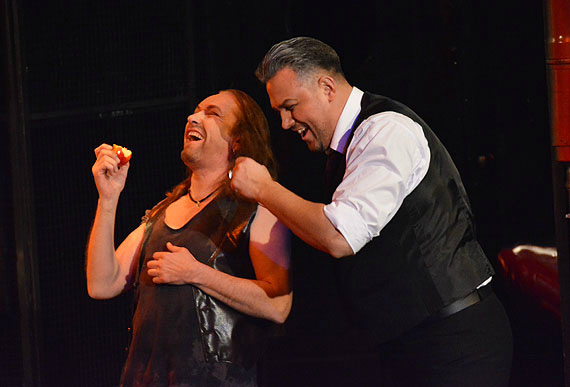
«Леди Макбет Мценского уезда», Геликон-опера

В 2000 году Серышев в качестве солиста принял участие в записи альбома «Песнопения русской православной церкви». Альбом был выпущен в 2005 году.
В 2001 году участвовал в постановке оперы Рольфа Валлина «Манифест» в Дании (дирижёр Рольф Гупта, режиссёр Якоб Шоккинг). Также принимал участие в проектах Алика Грановского «Большая прогулка» (2004) (композиция «Элегия»), в альбомах Алексея Страйка «Время полной луны» (2006 год) и «Рождённый под знаком огня» (2009) (композиции «У врат» и «Звонок» соответственно), в альбоме Мастера «По ту сторону сна» (2006) (композиция «Мраморный ангел»).
В 2007 году Серышев принял участие во второй части метал-оперы группы Эпидемия «Эльфийская Рукопись: Сказание на все времена», исполнив партию Первого бога.
В 2009 году принял участие в рок-опере Александра Градского «Мастер и Маргарита», исполнив партии Ивана Бездомного и Левия Матвея.
В том же году участвовал в записи песни «Серебряный полк» альбома «Дети Савонаролы» проекта Маргариты Пушкиной «Династия посвящённых».
В 2010 году Михаил дебютировал в московском Большом театре в партии Доктора Блинда («Летучая мышь» И. Штрауса).
Как приглашённый солист театра так же исполнил следующие партии:
- Звездочёт «Золотой петушок» Н. Римского-Корсакова
- Чайник чёрного фарфора, Лягушка, Маленький старичок «Дитя и волшебство» М. Равеля
- Паисий «Чародейка» П. Чайковского

В 2014 году принял участие в метал-опере группы «Эпидемия» «Сокровище Энии».
В 2018 году состоялась премьера рок-оперы «Окситания», проекта Маргариты Пушкиной «Династия посвященых», в которой Михаил исполнил партию виконта де Тренкавеля. Также принял участие в записи трибьют-альбома «Симфония Холстинина», состоящего из песен авторства Владимира Холстинина. Совместно с Виктором «Anger», Андреем Лобашёвым, Евгением Егоровым и Дарьей Ставрович исполнил переаранжированную песню «Тысяча сто» (трек 12) с альбома «Герой асфальта».

## «Воля и Разум»
В конце декабря 2023 года Михаил Серышев стал участником супергруппы «Воля и Разум», которую основал бывший гитарист групп «Мастер» и «Ария» Андрей Большаков Группа начала работу над новым альбомом в жанрах трэш-метал и хэви-метал.

## Личная жизнь
Женат. Сын Михаила Георгий (род. 1980) пошёл по стопам отца и стал вокалистом иркутской трэш-метал-группы «VuvuZela». На данный момент Георгий является вокалистом кавер-группы «Burrn». Также Георгий принимал участие в четвёртом сезоне телевизионного шоу «Голос», где стал участником команды Александра Градского и дошёл до этапа «Поединки».

## Награды
Лауреат Всесоюзного конкурса артистов эстрады в Днепропетровске (1981 год).

## Дискография
| Год выпуска | Исполнитель   | Альбом                                 | Тип альбома       | Примечание                                                         |
| ----------- | ------------- | -------------------------------------- | ----------------- | ------------------------------------------------------------------ |
| 1988        | Мастер        | Мастер                                 | Студийный альбом  |                                                                    |
| 1990        | Мастер        | С петлёй на шее                        | Студийный альбом  |                                                                    |
| 1992        | Мастер        | Talk of the Devil                      | Студийный альбом  |                                                                    |
| 1993        | Мастер        | Maniac Party                           | Студийный альбом  |                                                                    |
| 1995        | Мастер        | Live                                   | Концертный альбом |                                                                    |
| 1996        | Мастер        | Песни мёртвых                          | Студийный альбом  |                                                                    |
| 2002        | Мастер        | 15 лет 1987—2002                       | Концертный альбом | треки 12—14, 20                                                    |
| 2005        |               | Песнопения Русской Православной церкви | Студийный альбом  |                                                                    |
| 2008        | Мастер        | XX лет                                 | Концертный альбом | треки 21—24, 29—32                                                 |
| 2018        | Forces United | Симфония Холстинина                    | Трибьют-альбом    | трек 12 «1100»                                                     |
| 2024        | Воля и разум  | Воля и разум                           | Мини-альбом       |                                                                    |
| 2024        | Воля и разум  | Иди на свет                            | Студийный альбом  |                                                                    |
| 2024        | Воля и разум  | С судьбой попробуй поспорь...          | Мини-альбом       | Переиздание песен авторства Большакова с альбома «С петлёй на шее» |